# ルイス・ワトソン (第2代ロッキンガム伯爵)
第2代ロッキンガム伯爵ルイス・ワトソン（英語: Lewis Watson, 2nd Earl of Rockingham、1709年 – 1745年11月4日）は、グレートブリテン王国の貴族。1722年から1724年までソンズ子爵の儀礼称号を使用した。

## 生涯
ソンズ子爵エドワード・ワトソンとキャサリン・タフトン（Catherine Tufton）の長男として、1709年に生まれた。1722年に父が早世、1724年に祖父初代ロッキンガム伯爵ルイス・ワトソンが死去すると爵位を継承した。1737年から1745年までケント統監を務めた。
1736年4月10日、第2代準男爵ロバート・ファーニーズの娘キャサリンと結婚したが、2人の間に子供はいなかった。
1745年12月4日に死去、ロッキンガムで埋葬された。子供がいなかったため、弟トマスが爵位を継承した。妻キャサリンは初代ギルフォード伯爵フランシス・ノースと再婚した。